# Сьорпаэс, Джильдо
Джильдо Сьорпаэс (итал. Gildo Siorpaes, 12 января 1938, Кортина-д’Ампеццо, Венеция) — итальянский бобслеист, разгоняющий, выступавший за сборную Италии в  1960-е годы. Бронзовый призёр зимних Олимпийских игр 1964 года в Инсбруке.

## Биография
Джильдо Сьорпаэс родился 12 января 1938 года в городе Кортина-д’Ампеццо, область Венеция. С ранних лет увлёкся спортом, позже заинтересовался бобслеем и прошёл отбор в национальную сборную Италии, присоединившись к ней в качестве разгоняющего. Первое время выступал в паре с пилотом Серджио Дзардини, потом перешёл в команду Эудженио Монти.
Сразу стал показывать неплохие результаты, выиграл несколько медалей первенства Италии, благодаря чему удостоился права защищать честь страны на Олимпийских играх 1964 года в Инсбруке, где занял третье место в программе четырёхместных экипажей. В силу возросшей конкуренции решил попробовать себя в горнолыжном спорте, одержал победу в скоростном спуске не нескольких турнирах местного значения, но каких бы то ни было выдающихся результатов не добился. Поэтому вскоре принял решение завершить карьеру профессионального спортсмена. Приходится родным братом не менее известному бобслеисту Серджио Сьорпаэсу.